# Genelva Krind
Genelva Krind is een Nederlands actrice en regisseur van Surinaamse afkomst.
Krind groeide op in Suriname, als tiener was ze al presentatrice voor het plaatselijke Tien Minuten Jeugdjournaal.
Ze studeerde in 2018 af aan de Toneelacademie Maastricht. Dat jaar speelde ze ook met Het Nationale Theater op de planken in De hereniging van de twee Korea's van Eric de Vroedt.
Ze was Maisa in de film Hoe duur was de suiker uit 2013, in 2014 herwerkt tot miniserie. 2017 bracht ze de kortfilm 1982 uit, een eigen geschreven en geregisseerd project waarin ze zelf ook de rol van Janey vertolkte.  Dat jaar speelde ze ook Kitty in een andere kortfilm, Night. In 2019 volgde een hoofdrol als Apple in 100% Coco New York, de sequel van 100% Coco. In de dramaserie Thuisfront van BNNVARA uit 2021 vertolkt ze de rol van oorlogsveteraan en actief militair Tirza Mehciz.
In 2019 was ze jurylid tijdens het Film by the Sea filmfestival.
In 2021 speelde ze Jane in de serie Adem in, Adem uit.

## Filmografie

### Films
- Hoe duur was de suiker (2013)
- Night (2017), kortfilm
- 1982 (2017), kortfilm, ook regie en script
- My Foolish Heart (2018)
- 100% Coco New York (2019)
- Kwestie van geduld (2022)

### Televisie
- Gappies (2018), miniserie
- Thuisfront (2021), miniserie
- Adem in, Adem uit (2021-heden)